# Brassica repanda
Brassica repanda är en korsblommig växtart som först beskrevs av Carl Ludwig von Willdenow, och fick sitt nu gällande namn av Dc. Brassica repanda ingår i släktet kålsläktet, och familjen korsblommiga växter.

## Underarter
Arten delas in i följande underarter:
- B. r. africana
- B. r. almeriensis
- B. r. blancoana
- B. r. cadevallii
- B. r. cantabrica
- B. r. confusa
- B. r. dertosensis
- B. r. galissieri
- B. r. glabrescens
- B. r. gypsicola
- B. r. latisiliqua
- B. r. maritima
- B. r. repanda
- B. r. saxatilis
- B. r. silenifolia
- B. r. turbonis

## Bildgalleri

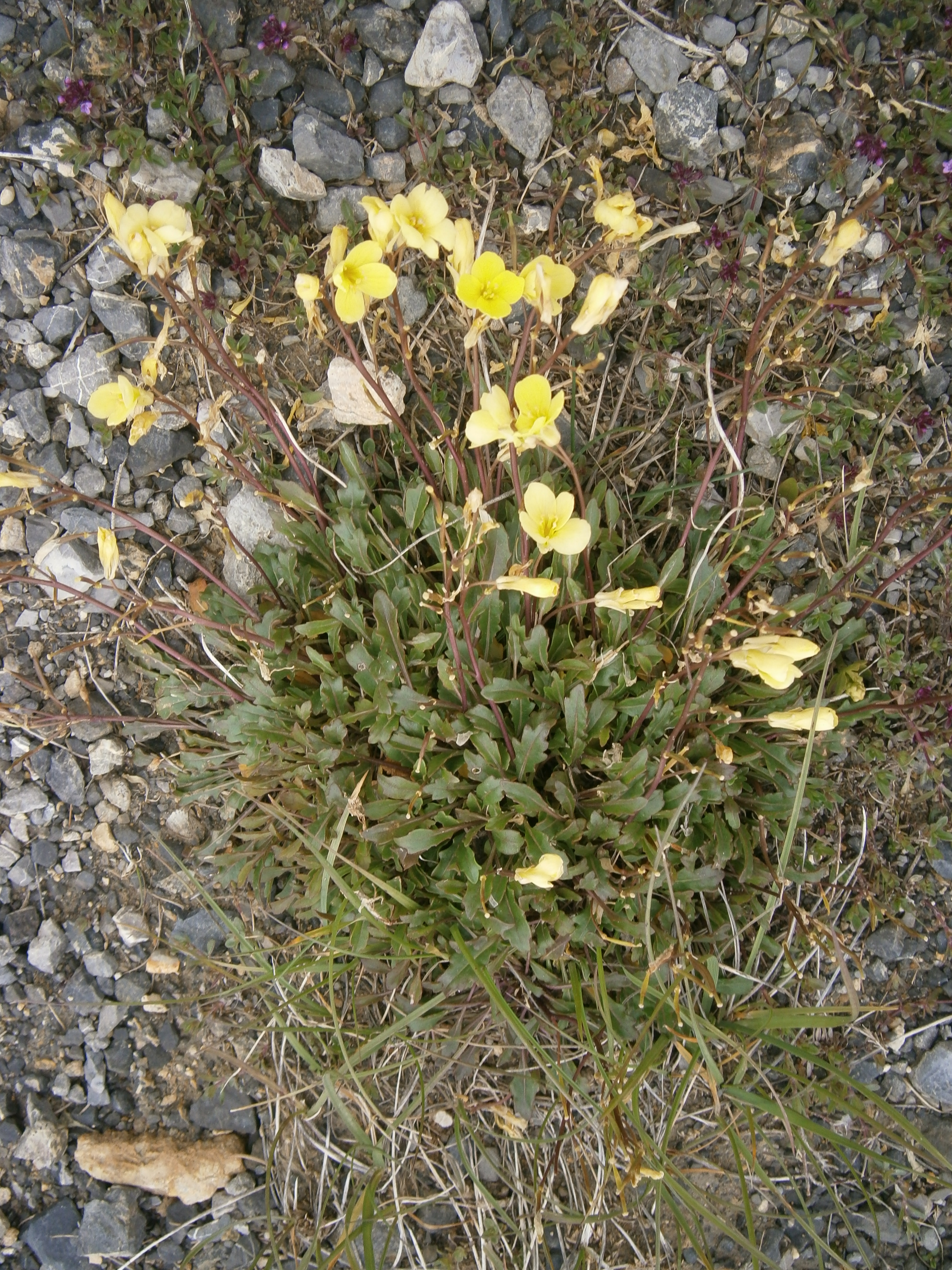
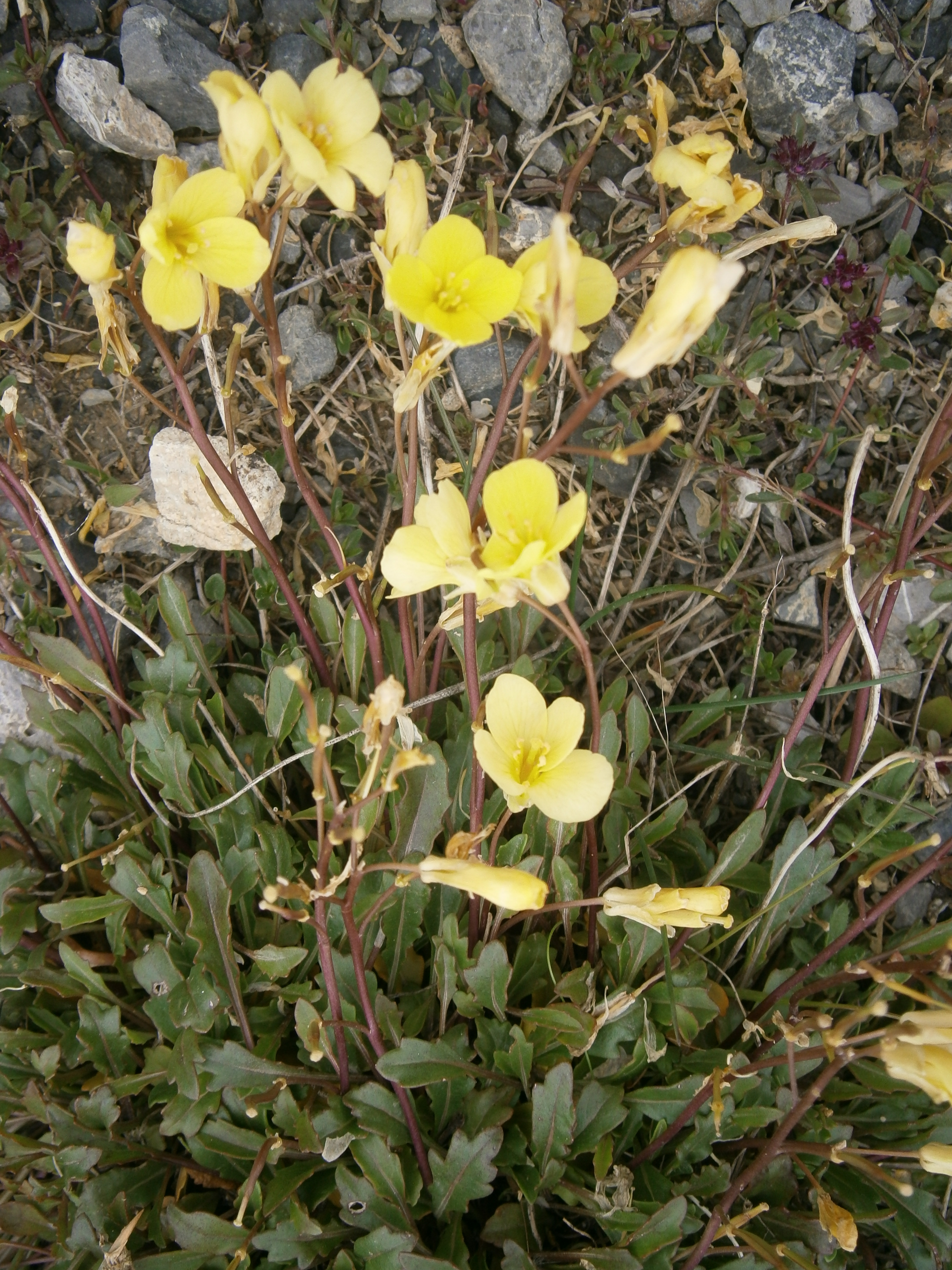
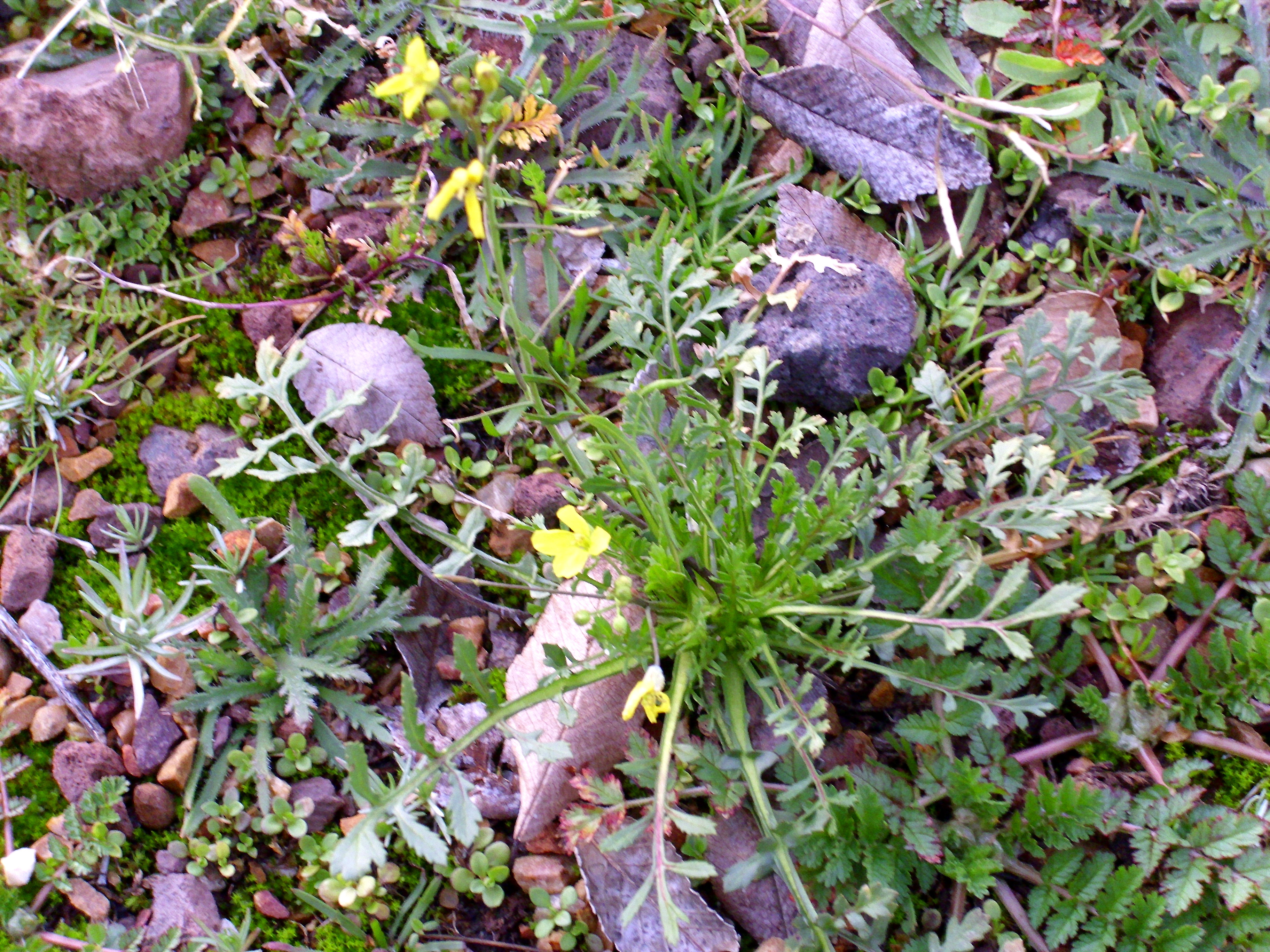
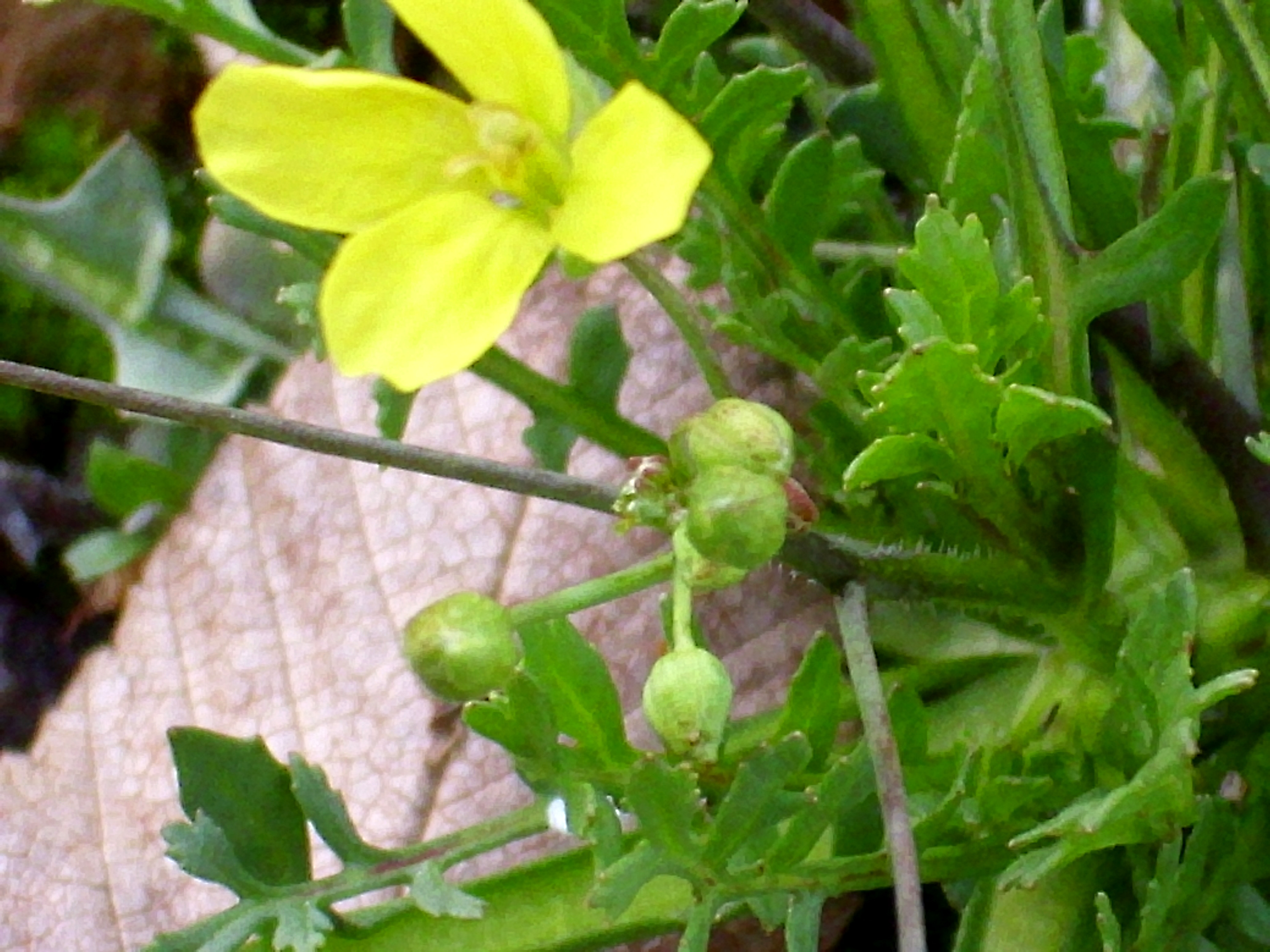
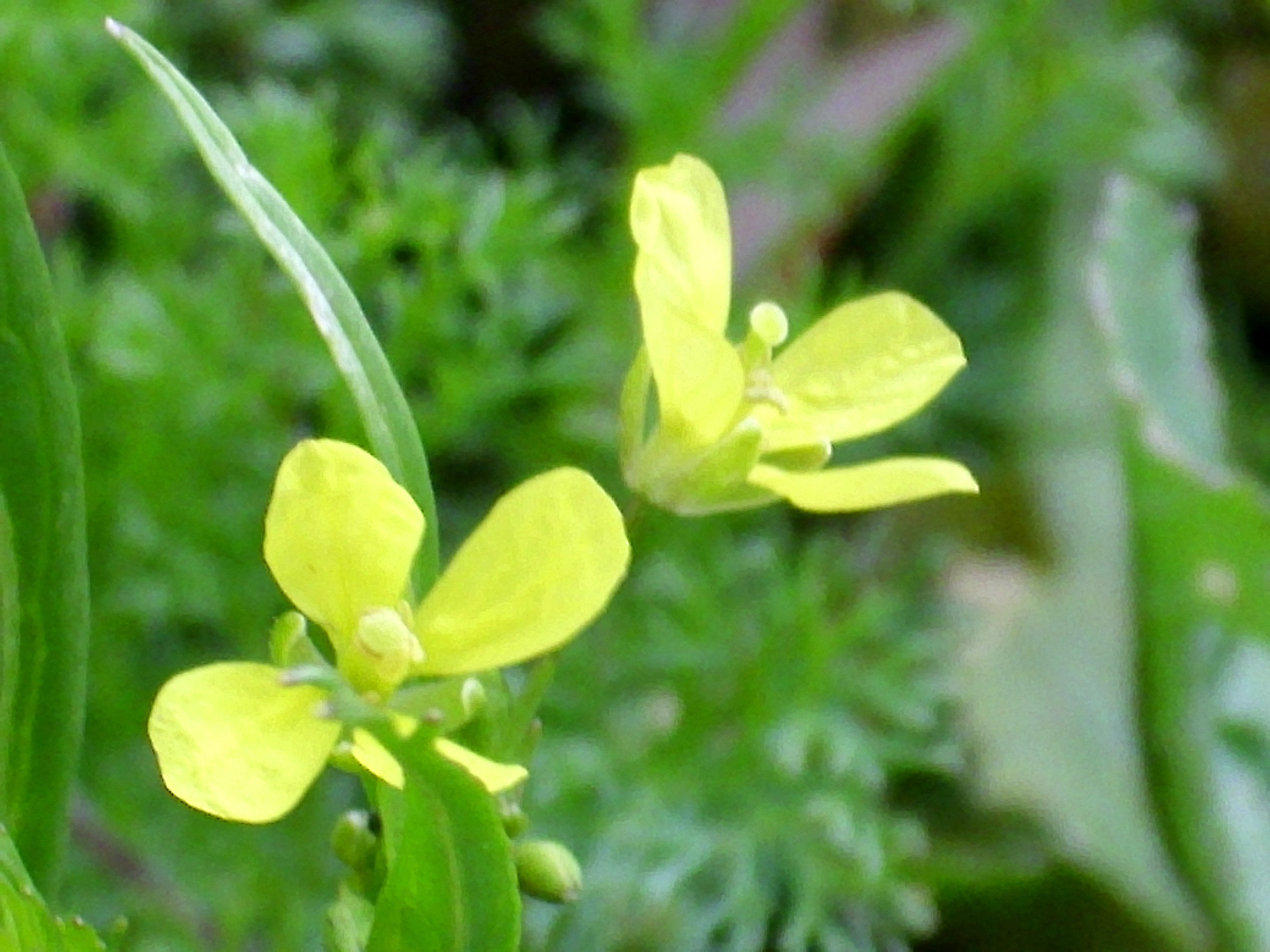
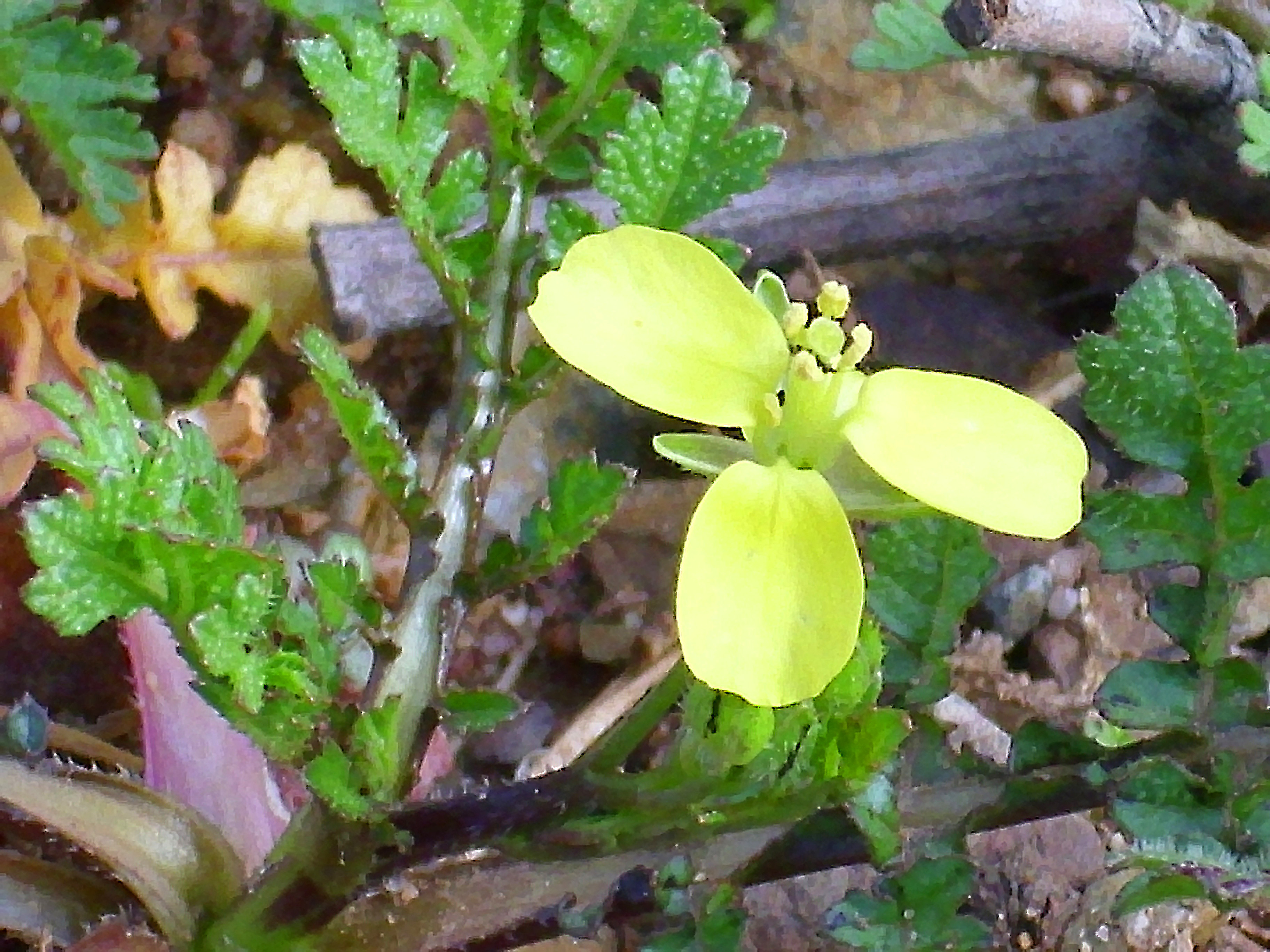